# Goof van der Kamp
Govert ("Goof") van der Kamp (Vlaardingen, 20 januari 1991) is een Nederlands hockeyer.
Van der Kamp behoort sinds maart 2013 tot de selectie van de Nederlandse hockeyploeg. Daarvoor doorliep de middenvelder van HGC al verschillende nationale jeugdelftallen. Sinds 2008 komt hij uit voor de club uit Wassenaar in de Hoofdklasse. Daarvoor speelde hij anderhalf jaar in de Overgangsklasse in het eerste van HDM. In 2011 won Van der Kamp met HGC de Euro Hockey League.